# General Antonio Elizalde (canton)
General Antonio Elizalde est un canton d'Équateur situé dans la province de Guayas.